# Lucius Aurelius Cotta (consul en -65)
Pour les articles homonymes, voir Lucius Aurelius Cotta et Aurelius Cotta.
Sauf précision contraire, les dates de cet article sont sous-entendues « avant l'ère commune » (AEC), c'est-à-dire « avant Jésus-Christ ».
Lucius Aurelius Cotta, frère de Caius Aurelius Cotta (consul en 75) et de Marcus Aurelius Cotta (consul en 74), et d'Aurelia Cotta, la mère de César, est un homme politique romain.
Il commence sa carrière vers 81. En 70, il est préteur. Il fait passer une loi qui réforme la formation des listes des jurés, et réintroduit la présence des chevaliers, à parité avec les sénateurs et les tribuns du trésor. Cette mesure annule la réforme de Sylla, qui avait exclu les chevaliers des jurys.
En 66, lui et Lucius Manlius Torquatus accusent les consuls élus Publius Cornelius Sylla, neveu du dictateur Sylla et Publius Autronius Paetus de corruption électorale, et les font condamner. Lucius Cotta et Lucius Torquatus sont désignés à leur place pour le consulat de l'année suivante. Pour se venger, Publius Autronius se rapproche de Catilina et projette d'assassiner les deux futurs consuls. Par chance, les comploteurs annulent leur projet, n'étant pas suffisamment nombreux.
En 65, il est consul avec Lucius Manlius Torquatus.
En 64, il devient censeur.
Sur sa demande, le Sénat ordonne des actions de grâces après la dénonciation de la conjuration de Catilina par Cicéron. Après l'exil de Cicéron, Lucius Cotta soutient qu'il n'y avait aucun besoin d'une loi pour son rappel, puisque la loi de Clodius était légalement sans valeur.
Il fait partie plus tard des partisans de Jules César, son neveu.
Suétone rapporte la rumeur que L. Cotta aurait prévu, en tant que quindecemvir, de proposer au Sénat lors des ides de Mars que César reçoive le titre de roi, car il est écrit dans les Livres Sibyllins que les Parthes pourraient seulement être défaits par un roi. L'assertion de Suétone n'est toutefois pas confirmée par Plutarque, qui a raconté en détail la fin de César.
Après la mort de César, L. Cotta se retire de la vie publique.